# سوربوس
سوربوس (به انگلیسی: Sorbose) یک ترکیب شیمیایی با شناسه پاب‌کم ۶۹۰۴ است. شکل ظاهری این ترکیب، بلورهای جامد است.